# 切希诺沃-奥布莱舍沃市镇
切希诺沃-奥布莱舍沃市镇，为北马其顿的一个市镇。西临普羅比什蒂普市鎮，东临科查尼市鎮、兹尔诺夫齐市镇，南临卡尔宾齐市镇。总面积132.2 km²，总人口7,490。市镇行政中心位于奥布莱舍沃村。该市镇为东部统计区的一部分。